# Marte (serie de televisión)
Marte es una serie de televisión que mezcla los géneros documental y ciencia ficción dura producida por National Geographic, emitida por primera vez en su canal y en FX el 14 de noviembre  de 2016. Con anterioridad a esta primera emisión estuvo disponible por streaming desde el 1 de noviembre de 2016. Mezcla escenas correspondientes a entrevistas reales con una historia de ficción en la que un grupo de astronautas aterrizan en el planeta Marte.
La serie está basada en el libro How We'll Live on Mars, escrito por Stephen Petranek en 2015. Las escenas de ficción alternan inicialmente entre los años 2033 y 2037, utilizando entrevistas reales de la época correspondiente al presente para explicar acontecimientos que se desarrollan en la historia. La serie se filmó en Budapest y Marruecos.
Existe un libro que complementa a la serie titulado Mars: Our Future on the Red Planet (Marte: Nuestro Futuro en el Planeta Rojo) publicado en octubre de 2016 que explica en detalle la ciencia en la que se basa la serie. Se produjo también un episodio a modo de precuela titulado Before Mars (Antes de Marte), producido y emitido al mismo tiempo que la serie. Cuenta la historia ficticia de un periodo de la vida de una de las astronautas, y las decisiones que tomó para poder desarrollar una carrera relacionada con la ciencia.
El 13 de enero de 2017 se anunció que National Geographic renovaba el contrato de la serie para una segunda temporada, la cual se comenzó a emitir el 12 de noviembre de 2018.

## Argumento
En el año 2033, una tripulación de seis astronautas es lanzada desde Florida con el objetivo de ser las primeras personas en llegar a Marte. Durante el descenso a través de la atmósfera marciana, su aeronave, el Daedalus sufre un problema, por lo que aterrizan a 75,3 kilómetros de distancia del punto previsto, donde les esperaba un hábitat enviado con anterioridad. Sus progresos son controlados desde la Tierra.

En la segunda temporada, la historia salta varios años hacia adelante, a un futuro donde los astronautas del Daedalus han construido una colonia científica  completamente operativa llamada Ciudad Olympus. Una vez que la humanidad ha logrado ser una especie interplanetaria, la temporada 2 estudia el impacto que los humanos tienen sobre el planeta rojo y las consecuencias que tiene sobre ellos vivir en Marte. Las corporaciones con fines de lucro, aterrizan en Marte y comienzan la explotación de los recursos minerales. 
Mezcladas con la historia hay escenas correspondientes a "entrevistas" en el presente, así como de la tripulación, y su control de misión. Las entrevistas reales se realizan a varias figuras públicas, incluyendo científicos e ingenieros, como Elon Musk, Andy Weir, Robert Zubrin, y Neil deGrasse Tyson, en las que hablan sobre los problemas que la tripulación tendría que afrontar durante un viaje a Marte y en la posterior vida en el planeta.

## Reparto
El reparto para la parte de ficción de la primera temporada incluye a:
- Ben Cotton como Ben Sawyer, estadounidense, comandante de la misión e ingeniero de sistemas.
- Jihae como
  - Hana Seung, estadounidense, piloto de la misión e ingeniera de sistemas, posteriormente comandante de la misión, y
  - Joon Seung, su hermana gemela y controladora de vuelo en el control de misión en la Tierra, posteriormente secretaria general de la International Mars Science Foundation, la organización multinacional que financia la expedición a Marte.
- Clémentine Poidatz, como Amelie Durand, francesa, médico y bioquímica .
- Sammi Rotibi como Robert Foucault, nigeriano, ingeniero y experto en robótica.
- Alberto Ammann como Javier Delgado, español, hidrólogo y geoquímico.
- Anamaria Marinca como Marta Kamen, rusa, exobióloga y geóloga.
- Olivier Martinez como Ed Grann, director ejecutivo de Mars Missions Corporation, consorcio de compañías aeroespaciales privadas que organizan expediciones a Marte.
- Cosima Shaw como Leslie Richardson, ingeniera logística que se une la expedición para supervisar la expansión de la base. En la temporada 2 se convierte en la secretaria general de la International Mars Science Foundation.

Con la excepción de Martinez y Cotton, todos estos actores continuaron en la segunda temporada, cuyo rodaje empezó en julio de 2017.

### Temporada 2
- Esai Morales como Roland St. John, director ejecutivo de Lukrum.
- Jeff Hephner como Kurt Hurrelle, comandante de la misión a Marte de Lukrum.
- Roxy Sternberg como Jen Carson, trabajador de Lukrum.

## Producción
La música de la serie fue compuesta por Nick Cave y Warren Ellis. La banda sonora para la primera temporada se publicó el 11 de noviembre de 2016.
Para la segunda temporada, Dee Johnson asumió el control como showrunner. Stephen Cragg y Ashley Way se unieron al director de la primera temporada Everardo Gout. Esai Morales, Roxy Sternberg, Gunnar Cauthery, Levi Fiehler, Evan Sala, Akbar Kurtha y Jeff Hephner se unieron al reparto en la temporada 2.
La segunda temporada se estrenó en el Reino Unido y Bélgica el 11 de noviembre de 2018, y en los EE. UU. el día 12.

## Episodios
| Temporada | Temporada | Episodios | Episodios | Emisión original        | Emisión original        |
| Temporada | Temporada | Episodios | Episodios | Primera emisión         | Última emisión          |
| --------- | --------- | --------- | --------- | ----------------------- | ----------------------- |
|           | 1         | 6         | 6         | 14 de noviembre de 2016 | 19 de diciembre de 2016 |
|           | 2         | 6         | 6         | 12 de noviembre de 2018 | 17 de diciembre de 2018 |

### Temporada 1 (2016)
| N.º en serie | N.º en temp. | Título          | Dirigido por  | Escrito por                                                   | Fecha de emisión original | Audiencia EE. UU. (mill.) |
| --- | ------------ | --------------- | ------------- | ------------------------------------------------------------- | ------------------------- | ------------------------- |
| 1 | 1            | «Novo Mundo»    | Everardo Gout | Historia: Karen Janszen Guion: Karen Janszen y Paul Solet     | 14 de noviembre de 2016   | 1,42                      |
| En 2033, la primera misión tripulada a Marte entra en su atmósfera y aterriza con éxito, aunque su comandante queda malherido al salvar la nave y esta aterriza lejos de su destino. En el presente, SpaceX intenta hacer aterrizar el primer cohete reutilizable del mundo. |              |                 |               |                                                               |                           |                           |
| 2 | 2            | «Grounded»      | Everardo Gout | Historia: André Bormanis Guion: André Bormanis y Paul Solet   | 21 de noviembre de 2016   | 0,974                     |
| La tripulación del Daedalus lucha contra el duro terreno marciano para llegar al campamento base. El mando cambia tras la muerte del comandante original. En la realidad, el astronauta de la NASA Scott Kelly lleva a cabo una misión en la Estación Espacial Internacional que le convierte en el humano que ha pasado el mayor número de días consecutivos en el espacio. |              |                 |               |                                                               |                           |                           |
| 3 | 3            | «Pressure Drop» | Everardo Gout | Historia: Mickey Fisher Guion: Mickey Fisher y Paul Solet     | 28 de noviembre de 2016   | 0,795                     |
| En 2033, la tripulación del Daedalus lucha para conseguir un asentamiento permanente, lo que exige la localización de una fuente de agua. En la actualidad, la Agencia Espacial Europea y la Roscosmos se alían para el lanzamiento de un vehículo orbital. |              |                 |               |                                                               |                           |                           |
| 4 | 4            | «Power»         | Everardo Gout | Historia: Ben Young Mason Guion: Ben Young Mason y Paul Solet | 5 de diciembre de 2016    | 0,866                     |
| En 2037, cuatro años después del comienzo de la colonización de Marte, una gigantesca tormenta eléctrica amenaza el asentamiento. En la realidad, la Antártida sirve para ver el paralelismo con otros asentamientos humanos en lugares remotos. |              |                 |               |                                                               |                           |                           |
| 5 | 5            | «Darkest Days»  | Everardo Gout | Paul Solet                                                    | 12 de diciembre de 2016   | 0,738                     |
| En 2037, 8 semanas después del inicio de la tormenta de polvo, los habitantes de la colonia están encerrados. La presión psicológica llega a su nivel máximo debido a que la tripulación se encuentra encerrada en el hábitat. La tormenta dura ya dos meses y la comandante de la base tiene que racionar la electricidad. La temperatura en el hábitat ha disminuido, y la doctora está examinando a todos los miembros de la tripulación. Un botánico pierde el contacto con la realidad debido a la pérdida de sus cultivos y la desintegración de su matrimonio, y abre una compuerta exterior, matándose a sí mismo y a varias personas más. En 2016, la NASA lleva a cabo la simulación "HI-SEAS" en el Mauna Loa, Hawái, para comprobar los efectos del aislamiento y la reacción psicológica de una tripulación tras vivir juntos en un espacio muy reducido durante un año. |              |                 |               |                                                               |                           |                           |
| 6 | 6            | «Crossroads»    | Everardo Gout | Historia: André Bormanis Guion: André Bormanis y Paul Solet   | 19 de diciembre de 2016   | 0,714                     |
| En 2037, una devastadora tragedia en la colonia obliga a todo el mundo a cuestionarse la viabilidad de la misión. En la Tierra, una rueda de prensa (en la que presumiblemente se va a informar del fin de la misión), finalmente resulta servir para anunciar el descubrimiento de vida en Marte. En el presente, SpaceX intenta otro de sus revolucionarios lanzamientos. |              |                 |               |                                                               |                           |                           |

### Temporada 2 (2018)
| N.º en serie | N.º en temp. | Título             | Dirigido por  | Escrito por  | Fecha de emisión original | Audiencia EE. UU. (mill.) |
| --- | ------------ | ------------------ | ------------- | ------------ | ------------------------- | ------------------------- |
| 7 | 1            | «We Are Not Alone» | Stephen Cragg | Dee Johnson  | 12 de noviembre de 2018   | 0,582                     |
| Estamos en abril de 2042, cinco años después del capítulo final de la primera temporada, "Crossroads". La terraformación de Marte ha comenzado con la llegada de un grupo de astronautas/mineros altamente cualificados que trabajan para una empresa comercial llamada Lukrum, especializada en la extracción de recursos naturales. Los habitantes de la base de Lukrum solicitan agua, ya que saben que la comandante de Ciudad Olympus, Hana Seung, no puede negársela. La doctora Amelie Durand planea volver a la Tierra. En las escenas correspondientes a la vida real aparecen muchas personas como Neil deGrasse Tyson, Andy Weir, Elon Musk y Kim Stanley Robinson hablando sobre como las empresas buscan en la Tierra petróleo en el Ártico. |              |                    |               |              |                           |                           |
| 8 | 2            | «Worlds Apart»     | Everardo Gout | Dee Johnson  | 19 de noviembre de 2018   | 0,413                     |
| En mayo de 2042, Lukrum encuentra agua en Marte y Marta Kamen pide estudiarla antes de que Lukrum pueda dañar cualquier tipo de potencial vida que pueda haber en ella. La doctora Amelie Durand descubre que está embarazada, lo que puede acabar con sus planes de volver a la Tierra. Hana Seung y su hermana Joon Seung por fin se reúnen, pero no de la forma en que ellas lo deseaban. |              |                    |               |              |                           |                           |
| 9 | 3            | «Darkness Falls»   | Everardo Gout | David Gould  | 26 de noviembre de 2018   | 0,463                     |
| En agosto de 2042, Amelie y Javier ya saben que van a tener una niña. Una llamarada solar alcanza Marte, desconectando la electricidad y las comunicaciones tanto de Ciudad Olympus como de la base de Lukrum. Marta estaba en el exterior buscando vida, por lo que se queda aislada por la pérdida de energía, lo que pone su vida en peligro extremo. Esto hace olvidar a la comandante Seung su dolor debido a una reciente tragedia personal. |              |                    |               |              |                           |                           |
| 10 | 4            | «Contagion»        | Stephen Cragg | Julie Hebert | 3 de diciembre de 2018    | 0,453                     |
| Doce horas después de encontrar a Marta, una misteriosa enfermedad acaba con la vida de una persona en Ciudad Olympus y hace que la mitad de los trabajadores de Lukrum enfermen. Antes de pedir ayuda al gobierno chino, la IMSF y Lukrum analizan el impacto que tendrá sobre las relaciones públicas la noticia de una enfermedad nueva en Marte. Sin tiempo para esperar, la comandante Seung solicita a la estación espacial china en la órbita marciana ayuda en forma de medicamentos, que llegan y evitan más muertes en Ciudad Olympus y Lukrum. El segundo al mando, Mike Glenn, cuestiona la decisión de Seung y solicita a la IMSF ponerse al frente de Ciudad Olympus. |              |                    |               |              |                           |                           |
| 11 | 5            | «Power Play»       | Ashley Way    | Paul Keables | 10 de diciembre de 2018   | 0,359                     |
| En noviembre de 2042, la petición del teniente Glenn para tomar el mando de Ciudad Olympus es denegada por la IMSF. Lukrum y Rusia hacen un trato secreto y la IMSF se queda sin energía. Hana Seung y Robert Foucault buscan agua, y Robert le dice a Hana que va a dejar Ciudad Olympus para irse a trabajar para Lukrum. Ambos intentan mantener una incipiente relación, pero no lo consiguen al estar Hana dedicada en cuerpo y alma a la misión. Glenn corta la electricidad a Lukrum después de que excedan el acuerdo de energía establecido, sin saber que pone en peligro toda la base de Lukrum. Cuando la comandante Seung lo descubre, el teniente Glenn es confinado en su módulo. Amelie se pone de parto dos meses antes de lo previsto y da a luz. |              |                    |               |              |                           |                           |
| 12 | 6            | «The Shakeup»      | Ashley Way    | Dee Johnson  | 17 de diciembre de 2018   | 0,391                     |
| En diciembre de 2042, Lukrum provoca una explosión subterránea con el objetivo de localizar agua en estado líquido, pero esto provoca martemotos. La peor parte se la lleva la colonia de Lukrum, donde se producen varias muertes incluida la de su comandante, que muere asfixiado cuando su traje espacial se rompe mientras busca supervivientes en la destrozada estación espacial. En la Tierra, el director ejecutivo de Lukrum trata de minimizar la causa del seísmo y es sorprendido por la directora de la IMSF, Richarson, cuando permite que Seung, desde Ciudad Olympus, revele la verdad sobre el movimiento sísmico, y que Amelie y Javier presenten a su bebé, Gabriella Durand Delgado, a la audiencia de la Tierra. En la escena final es mayo de 2045, y tras esos tres años el equipo observa la primera nube en una imagen por satélite, y celebra la evidencia de que sus esfuerzos por terraformar Marte han dado resultado. |              |                    |               |              |                           |                           |

## Recepción

### Respuesta de la crítica
La primera temporada de Marte recibió revisiones variadas, consiguiendo un índice de aprobación del 61% en Rotten Tomatoes con una puntuación media de 7,33 sobre 10 basada en 18 revisiones; en 2018, el consenso crítico declaró: 
"La dirección de Ron Howard asegura que Marte es un esfuerzo atractivo, incluso si el programa tiene dificultades para alternar suavemente entre su parte documental y de ficción."
En Metacritic, la primera temporada ha recibido una puntuación de 59 sobre 100 basada en 14 revisiones, indicando "revisiones mixtas o medias".

### Premios
Marte fue nominada al premio "Best Television Presentation" de los Premios Saturn de 2016.